# Marcel Melicherčík
Marcel Melicherčík (* 20. prosince 1986, Poprad) je slovenský profesionální hokejista, nyní působí v týmu HK Dukla Trenčín.

## Kluby podle sezón
- 1999/00 HK AutoFinance Poprad
- 2000/01 HK AutoFinance Poprad
- 2001/02 HK AutoFinance Poprad
- 2002/03 HK AutoFinance Poprad
- 2003/04 HK AutoFinance Poprad
- 2004/05 HK AutoFinance Poprad
- 2005/06 HK AutoFinance Poprad
- 2006/07 HC Mělník
- 2007/08 HK AutoFinance Poprad
- 2008/09 HK AutoFinance Poprad
- 2009/10 HK AutoFinance Poprad, MHK SkiPark Kežmarok
- 2010/11 HK AutoFinance Poprad
- 2011/12 HK AutoFinance Poprad
- 2012/13 HC Lev Praha, HC Sparta Praha
- 2013/14 Bílí Tygři Liberec
- 2014/15 HC Košice
- 2015/16 HC Košice
- 2016/17 HC Bolzano
- 2017/18 HC Bolzano
- Heilbronner Falken
- 2018/19 EC Kassel Huskies
- 2019/20 HC ’05 iClinic Banská Bystrica